# Качурка фаралонська
Качурка фаралонська (Oceanodroma homochroa) — вид морських буревісникоподібних птахів родини качуркових (Hydrobatidae).

## Поширення
Вид поширений на сході Тихого океану вздовж каліфорнійського узбережжя США та Мексики. Гніздиться на островах Південний Фараллон (острови Фараллон неподалік Сан-Франциско), Сан-Мігель, Санта-Крус, Санта-Барбара, Сан-Клементе (Канальні острови неподалік Лос-Анджелеса) та острови Лос-Коронадо (Мексика) та трьох групах офшорних скель (Кастл-Рок/Ураган-Пойнт, Дубль-Пойнт і Пташині скелі. 
Загальна популяція виду оцінюється у 3500-6700 птахів. Половина популяції гніздиться на острові Південний Фараллон. Загалом відомо 17 гніздових колоній.

## Опис
Тіло завдовжки 25-27 см, вага 35-40 г. Оперення темно-коричневе зі світлою смужкою на другорядних криючих крил і сірими ногами. У птаха чітко роздвоєний хвіст. 

## Спосіб життя
Живе і харчується у відкритому морі. Полює на ракоподібних, невеликих рибок, головоногих і планктон. Розмножуватися починає у віці 4-5 років. Спаровування відбувається у будь-яку пору року. Гніздиться численними колоніями. Гніздо облаштовує на голій скелі. У гнізді єдине біле яйце. Насиджують обидва батьки. Інкубація триває 45 днів, молодь залишає гніздо через 84 дні.